# Берже, Николь
Нико́ль Берже́ (фр. Nicole Berger), настоящая фамилия — Гуспейр (фр. Gouspeyre; 12 июня 1934, Париж — 13 апреля 1967, Руан, Верхняя Нормандия) — французская актриса театра и кино.

## Биография
Сразу после войны юная Николь Берже посещала занятия Тани Балашовой в театре «Вьё-Коломбье».
Снималась в кино и играла в театрах на протяжении 1952—1967 годов, в кино сыграла около 30-ти ролей. Дебют в кино роль Джули в фильме «Джоселин» (1952), последней работой в кино стала роль Мириам в фильме «Разрешения» (фильм вышел 10 апреля 1968 года, уже после смерти актрисы).
Вечером 7 апреля 1967 года вместе с подругой, певицей Дани Доберсон и двумя собаками направлялась на отдых в Пор-ан-Бессе́н-Юппе́н, но на скорости 160 км/час не справилась с управлением и попала в автокатастрофу на трассе №13 недалеко от Дюранвиля по направлению к Лизьё после проезда через Эврё (Верхняя Нормандия, Франция). Получила смертельные травмы (проломлен череп, от руля смята грудная клетка, переломлены обе ноги), от которых скончалась через 6 дней в больнице «Шарль-Николь» в Руане. Ей было 32 года.

Вот как писала французская пресса:
Несчастный случай, в котором погибла Николь Берже, произошел вечером 7 апреля 1967 года в Эре на трассе N13 недалеко от Дюранвиля по направлению к Лизьё после проезда через Эврё. В автомобиле находились её партнёр Дани Доберсон и их две собаки. Они направлялись в Порт-ан-Бессен на отдых. Устав, Доберсон попросила Николь сесть за руль. Автомобиль Chevrolet Corvair двигался со скоростью 160 км/ч. Доберсон просила ее сбавить скорость, но Николь Берже любила скорость. Из-за града дорога стала скользкой, автомобиль занесло, и он врезался в дерево. Дани Доберсон выбросило из машины, а Николь Берже осталась зажатой рулевым колесом. Николь Берже была доставлена в больницу «Шарль-Николь» в Руане в тяжелом состоянии: ее грудная клетка была раздавлена рулевым колесом, обе ноги сломаны, а череп проломлен. Ей сделали трахеотомию, и она впала в кому.
Дани Доберсон была госпитализирована в Берне с переломом позвоночника и многочисленными ушибами. Одна из двух собак погибла, у другой сломана лапа.

Николь Берже умерла 13 апреля 1967 года после шести дней борьбы и страданий. Ей всего 32 года. Дани Доберсон осталась безутешной и так и не восстановила своего идеального здоровья. Глубоко потрясенная этим трагическим событием, певица оставила карьеру после нескольких последних туров в Израиле и Греции. Разочарованная новым миром песни («Я вернусь к профессии, когда потеряю дар речи»), она управляет небольшим рестораном в Антибе, прежде чем умереть от рака в возрасте 54 лет.
Похоронена в Париже на кладбище Пер-Лашез (уч. 67).

## Семья
Отец — Роже Шарль Жан Гуспейр, известный как Роже Рафал (1910—1987), французский актёр. Родился 27 февраля 1910 года в Париже. Умер 9 февраля 1987 года в Каннах. Брак продлился с 1932 по 1938 год.
Отчим (с 1952 по 1964 год) — Пьер Раймон Морис Браунбергер (1905—1990), продюсер.
Мать — Одетт Жанна Мари Ривори (1912—1991), умерла в Иври
Сексуальный партнёр — Дани Доберсон (1925—1979), французская певица и актриса.

## Избранная фильмография
| Год  |    | Русское название             | Оригинальное название                | Роль                     |
| ---- | -- | ---------------------------- | ------------------------------------ | ------------------------ |
| 1952 | ф  | Джоселин                     | Jocelyn                              | Джули                    |
| 1953 | ф  | Жюльетта                     | Julietta                             | Мартин Валендор          |
| 1954 | ф  | Хлеб в траве                 | Le Blé en herbe                      | Винка Ферре              |
| 1955 | ф  | Весна, осень, любовь         | Le Printemps, l'automne et l'amour   | Сесилия                  |
| 1956 | ф  | Девушка из Фландрии          | Ein Mädchen aus Flandern             | Анджелин Менье/Энгель    |
| 1956 | ф  | Их нескромность              | Les indiscrètes                      | Элизабет Ланжек          |
| 1956 | ф  | Приключения Тиля Уленшпигеля | Les Aventures de Till l'espiègle     | Неле                     |
| 1956 | тф | Зелёное пальто               | L'habit vert                         | имя персонажа неизвестно |
| 1957 | ф  | Тот, кто должен умереть      | Celui qui doit mourir                | Мариори                  |
| 1958 | ф  | Наша жизнь                   | Livets vår                           | Элиза Фернандес          |
| 1959 | ф  | Вероника и её лентяй         | Véronique et son cancre              | Вероника                 |
| 1959 | ф  | Кадрящие                     | Les dragueurs                        | Франсуаза                |
| 1959 | ф  | Все ребята зовутся Патриками | Tous les garçons s'appellent Patrick | Вероника                 |
| 1960 | ф  | Стреляйте в пианиста         | Tirez Sur Le Pianiste                | Тереза Сароян            |
| 1968 | ф  | Разрешение                   | La Permission                        | Мириам                   |